# Carrer Muralla (Figueres)
El Carrer Muralla és un carrer del municipi de Figueres (Alt Empordà) amb alguns edificis que formen part de l'Inventari del Patrimoni Arquitectònic de Catalunya.

## Número 17
L'edifici del número 17 del carrer Muralla forma part de l'Inventari del Patrimoni Arquitectònic de Catalunya. És un edifici entre mitgeres situat a prop de la Plaça de les Patates. És un edifici format per dos cossos, encara diferenciats exterioment però que formen un de sol interiorment. Aquest edifici de planta baixa i tres pisos té coberta terrassada, i la planta baixa amb les obertures carreuades. Dues de les obertures de la planta baixa són rectangulars, però dues són en arc de mig punt. Al carreu d'una de les obertures hi trobem inscrita la data 1875. Ambdues façanes tenen dues obertures amb balcó, lleugerament arrodonit en una d'elles. Una de les façanes imita un paredat de carreus, mentre que l'altra té les obertures emmarcades amb una motllura.

## Número 23

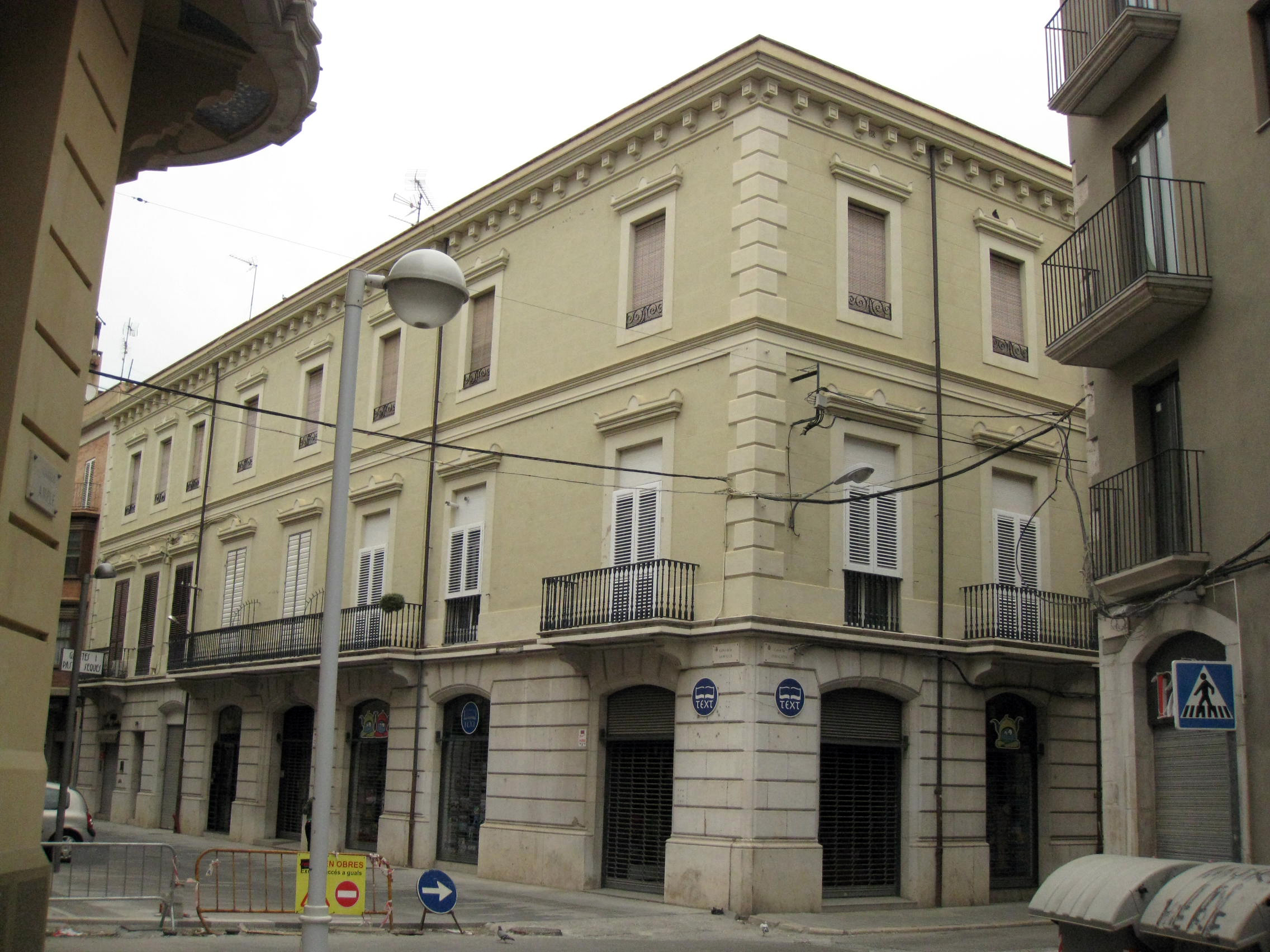
Edifici del número 23 del carrer Muralla

L'edifici del número 23 del carrer Muralla forma part de l'Inventari del Patrimoni Arquitectònic de Catalunya. És un edifici cantoner situat molt a prop del col·legi Paula Montal "Escolàpies". És un edifici de planta baixa i dos pisos i coberta terrassada. La planta baixa té obertures de grans dimensions en arc rebaixat, i presenta un encoixinat a la base de la façana de pedra. Aquesta planta baixa té com a paredat uns carreus de grans dimensions. Les dovelles dels arcs, també són carreus ben tallats, i a la porta central de la façana del carrer Muralla, la dovella clau té inscrites les lletres JR. Els pisos superiors tenen vuit obertures a la façana principal i tres a la del carrer Peralada. Les finestres centrals del primer pis tenen una balconada correguda i balcó individual les dels extrems, a diferència de les finestres del segon pis que no tenen balcons. Les finestres tenen com a motiu decoratiu un guardapols, amb acroteris al centre i als extrems. La façana de tot l'edifici està decorat amb un esgrafiat que imita carreus ben disposats, i entre el primer i el segon pis, trobem una motllura que separa els dos pisos. A la cantonada dels dos pisos superiors, sí que trobem carreus originals, ben tallats i disposats.